# Vue de toits (effet de neige)
Vue de toits (effet de neige) is een in de winter van 1878/'79 gemaakt schilderij van de Franse kunstenaar Gustave Caillebotte. Het 81 × 64,5 cm grote, in olieverf op doek gemaakte schilderij is deel van een serie van zes schilderijen, die - anders dan eerdere of latere werken van de kunstenaar - niet strikt geometrisch van opzet zijn, maar een blik bieden op de wanordelijke daken en achtertuinen van de nog niet door modernisering getroffen ongerepte delen van de stad Parijs.
Een voorbeeld van dergelijke winterse motieven in de stijl van het impressionisme kan worden gevonden in het werk van zijn schildersvrienden Claude Monet en Camille Pissarro, die zich jaren eerder met een soortgelijk thema bezighielden. Het in het stadsdeel Montmartre ontstane schilderij werd slechts een paar weken na de dood van zijn moeder geschilderd, wat volgens de kunsthistoricus Kirk Varnedoe een reden voor de nogal sombere stemming van het schilderij kan zijn. Het schilderij kwam in 1894 als een geschenk van de broer van Gustave, Martial Caillebotte, in de kunstcollectie van de Franse staat en wordt sinds 1986 in het Musee d'Orsay tentoongesteld.
L'Yerres, pluie (1875) · Jeune homme à la fenêtre (1875) · Les raboteurs de parquet (1875) · Le Pont de l'Europe (1876) · Rue de Paris, temps de pluie (1877) · Baigneur s'apprêtant à plonger (1878) · Les Orangers (1878) · Vue de toits (effet de neige) (1878-79) · Henri Cordier (1883) · Voiliers à Argenteuil (1888)